# Capilla de San Amaro
La Capilla de San Amaro es una capilla privada situada en Oira, en la ciudad de Orense, en Galicia, España.

## Historia
El coto de Oira, donde había una ermita dedicada a San Amaro, era jurisdicción del monasterio de San Pelayo de Antealtares de Santiago y del de Oseira, el cual fue exclaustrado en 1835 a causa de la desamortización de Mendizábal.
La capilla, situada en una vivienda particular, se encuentra cerrada durante todo el año a excepción del 15 de enero, día en que se celebra la fiesta en honor a San Amaro.

## Descripción

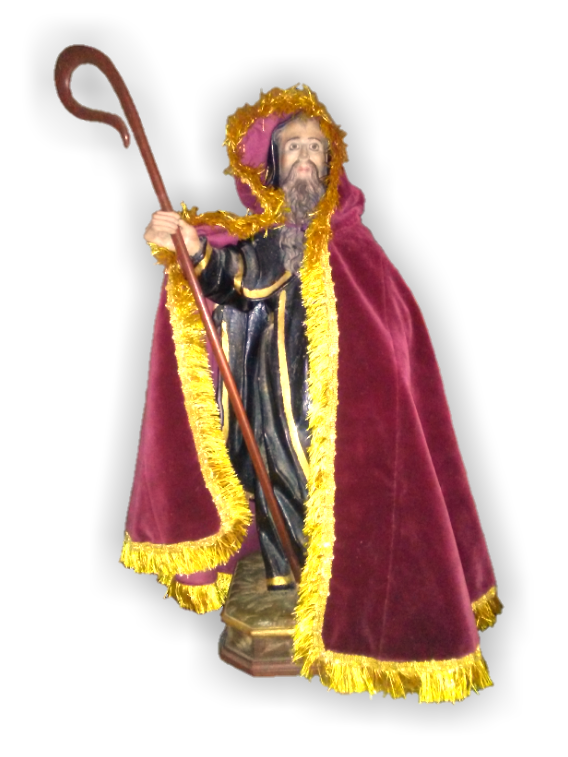
Talla de San Amaro engalanada con su capa

La capilla, de reducidas dimensiones y planta rectangular con una única nave, posee una decoración austera. El elemento ornamental más destacado es el retablo de la Inmaculada Concepción ubicado en el muro frontal de la capilla, sobre el altar. Este retablo, de autoría y fecha desconocidas, consiste en un panel de madera el cual cubre por completo la hornacina en la que está emplazado. De colores vivos, presenta fondo azul y las cabezas aladas dibujadas de cuatro serafines. Presidiendo el retablo se encuentra una imagen de la Inmaculada Concepción realizada en madera cuyo acabado se asemeja al de la talla de la Virgen del Carmen custodiada en el peto de ánimas del siglo XIX ubicado en Las Burgas. La imagen titular del retablo posee dos tallas de madera de menor tamaño a ambos lados: una imagen de San Antonio Abad a la izquierda y una estatua de San Amaro a la derecha, tallada en madera de aliso según una antigua canción popular, siendo esta última la más destacada puesto que San Amaro es el santo que da nombre a la capilla. Su festividad, la cual cuenta con la presencia de autoridades políticas, era anteriormente conocida como la fiesta de los estudiantes y las modistas.
En lo que respecta a los demás elementos de la capilla, la cual presenta un avanzado estado de deterioro a consecuencia del elevado grado de humedad presente en la zona, destacan cuatro repisas ubicadas a ambos lados del retablo las cuales presentan diversas imágenes religiosas en madera policromada que, al igual que el templo en su conjunto, se hallan considerablemente deterioradas. En la repisa superior izquierda se encuentra una diminuta estatua de Santa Lucía, mientras que debajo se halla una imagen mutilada de San Benito. Por su parte, a la derecha se ubican una pequeña talla de Santa Bárbara y, debajo de la misma, un limosnero con la imagen de San Amaro. Sobre la hornacina que alberga la estatua de la Inmaculada se halla una talla de Cristo crucificado, con la particularidad de que la imagen carece de la típica cruz, estando colocada directamente sobre la pared.

## San Amaro de Oira
San Amaro de Oira es el protagonista de una de las cantigas recopiladas por José Casal Lois en su Colección de cantares gallegos, en la que se satiriza al santo:

San Amaro de Oira,
feito de pau d’amieiro
hirman d’as miñas chanquiñas
criado n-o meu lameiro.
N.º 251

Del mismo modo, también aparece en un poema de Valentín Lamas Carvajal y en obras de Emilia Pardo Bazán y Jose Ángel Valente.

## Galería de imágenes

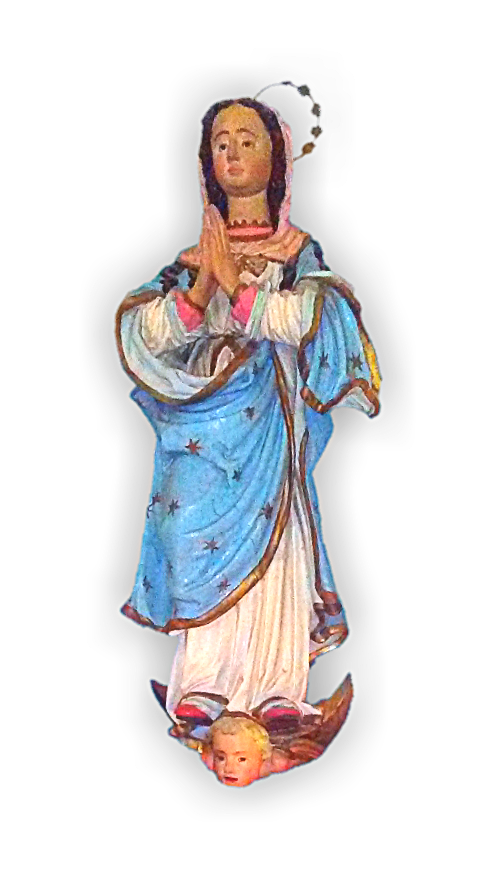
Talla de la Inmaculada Concepción
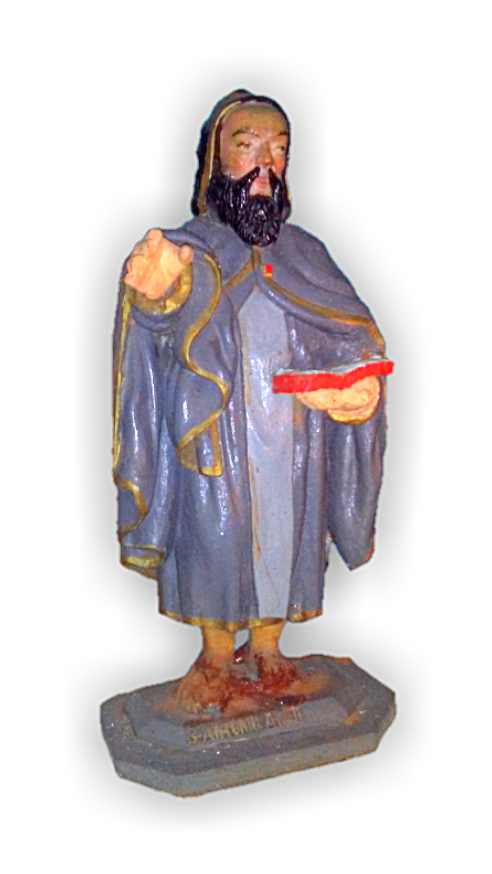
Talla de San Antonio Abad
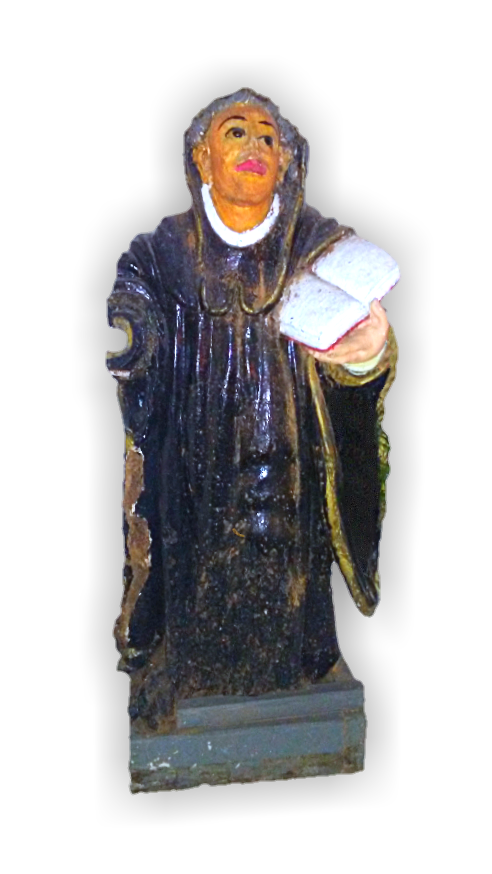
Talla de San Benito
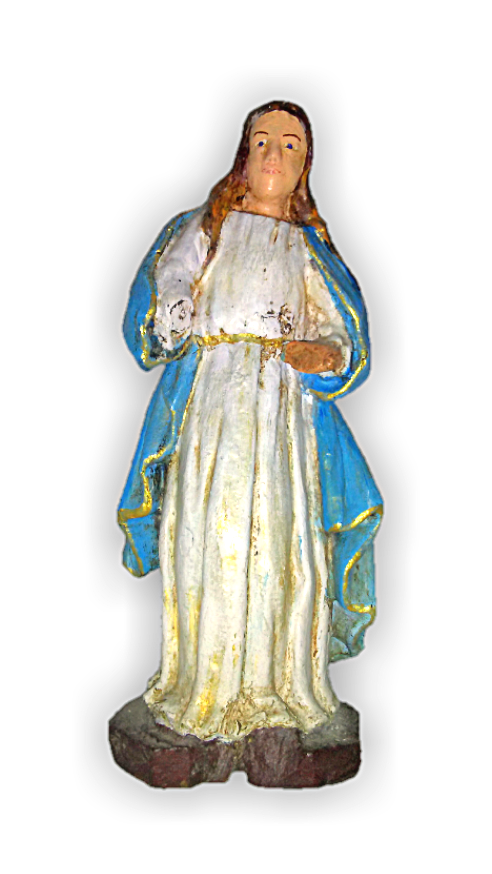
Talla de Santa Lucía
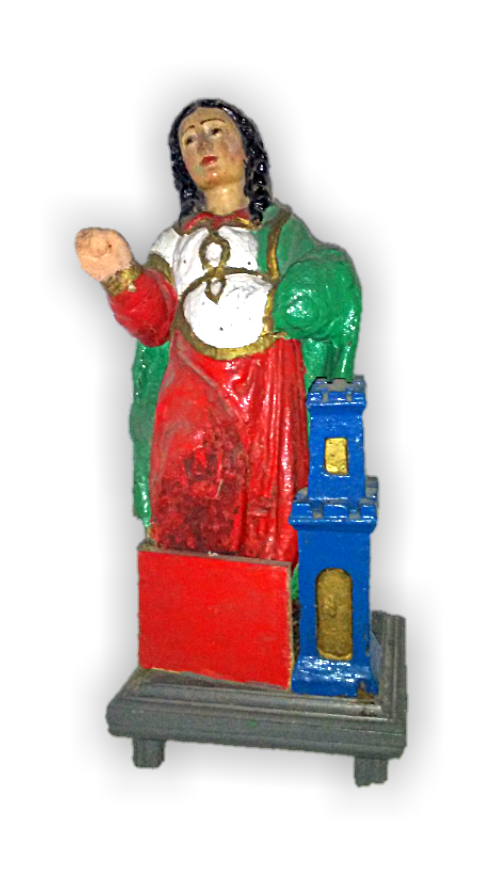
Talla de Santa Bárbara